# Gare de Chihaya
La gare de Chihaya (千早駅, Chihaya-eki) est une gare ferroviaire de la ville de Fukuoka, dans la préfecture du même nom au Japon. Elle est exploitée par les compagnies JR Kyushu et Nishitetsu.

## Situation ferroviaire
La gare de Chihaya est située au point kilométrique (PK) 71,0 km de la ligne principale Kagoshima et au PK 2,5 de la ligne Nishitetsu Kaizuka.

## Histoire
La gare a été inaugurée le 7 juillet 2003 par la JR Kyushu. Le 2 août 2004, la Nishitetsu déplace la gare de Nakano à Chihaya.

## Service des voyageurs

### Accueil
La gare dispose d'un bâtiment voyageurs ouvert tous les jours, avec des guichets et des automates pour l'achat de titres de transport.

### Desserte
- Ligne principale Kagoshima :
  - voies 1 et 2 : direction Kashii, Orio et Kokura
  - voies 3 et 4 : direction Hakata et Kurume

- Ligne Nishitetsu Kaizuka :
  - voie 1 : direction Nishitetsu Shingū
  - voie 2 : direction Kaizuka